# Syðri-Hágangur
Syðri-Hágangur är ett berg i republiken Island. Det ligger i regionen Austurland, 400 km nordost om huvudstaden Reykjavík. Toppen på Syðri-Hágangur är 952 meter över havet.
Syðri-Hágangur är den högsta punkten i trakten. Trakten runt Syðri-Hágangur är nära nog obefolkad, med mindre än två invånare per kvadratkilometer. Närmaste större samhälle är Vopnafjörður, omkring 17 kilometer sydost om Syðri-Hágangur. Trakten runt Syðri-Hágangur består i huvudsak av gräsmarker.